# Brauerei Aldersbach
Vous pouvez aider à l'améliorer ou bien discuter des problèmes sur sa page de discussion.
- Il ne cite pas suffisamment ses sources. Vous pouvez indiquer les passages à sourcer avec {{référence nécessaire}} ou {{Référence souhaitée}}, et inclure les références utiles en les liant aux notes de bas de page. (Marqué depuis mars 2021)
- Il contient une ou plusieurs listes. Le texte gagnerait à être rédigé sous la forme d’un ou plusieurs paragraphes synthétiques, afin d’être plus agréable à lire. (Marqué depuis mars 2021)
- Son texte doit être wikifié : il ne correspond pas à la mise en forme Wikipédia (style, typographie, liens internes, liens entre les wikis, etc.). (Marqué depuis mars 2021)

- Archive Wikiwix
- Bing
- Cairn
- DuckDuckGo
- E. Universalis
- Gallica
- Google
- G. Books
- G. News
- G. Scholar
- Persée
- Qwant
- (zh) Baidu
- (ru) Yandex
- (wd) trouver des œuvres sur Wikidata

La Brauerei Aldersbach est une brasserie à Aldersbach, dans le Land de Bavière.

## Histoire
La brasserie d'Aldersbach a ses origines au haut Moyen Âge. En 1146, des moines d'Ebrach fondent l'abbaye d'Aldersbach. En peu de temps, le lieu devient un centre économique, culturel, spirituel et spirituel.
Peu de temps après la fondation du monastère, les moines commencent à brasser de la bière. En 1268, la brasserie fait l'objet d'une lettre d'arbitrage du comte Albert von Hals. Ainsi, la brasserie d'Aldersbach est l'une des plus anciennes brasseries du monde. Néanmoins, la boisson principale jusqu’au XVIe siècle est le vin, également cultivé dans la région d'Aldersbach. Les changements climatiques et les catastrophes du phylloxera mettent fin à la viticulture, la bière devient la boisson principale et populaire de la Bavière. Jusque-là, les brasseries monastiques sont principalement responsables de la production de bière et de l'approvisionnement de la population. C'est qu'à partir de ce moment-là, des brasseries de châteaux sont créées dans de nombreux endroits.
Au XVIIe siècle, l’État intervient dans les droits de la brasserie. Même Aldersbach craint pour ses droits de brasseur, car pendant la guerre de Trente Ans, le certificat correspondant est perdu. En 1644, le monastère reçoit à nouveau la confirmation de droits de brassage par l'électeur Maximilien. La consommation croissante de bière a nécessité la construction d'une nouvelle brasserie en 1734. Aujourd'hui, le musée de la brasserie est installé dans ce bâtiment. En 1780, une nouvelle cave à bière est créée.
La sécularisation frappe durement Aldersbach : en 1803, l'abbaye est dissoute et la brasserie vendue dans un premier temps à un brasseur de Passau. Quelques années plus tard, en 1811, Johann Adam von Aretin acquiert la brasserie abbatiale ; déjà en 1806, il avait acheté des forêts et des terres arables autour du château de Haidenburg. À ce jour, la brasserie appartient à la famille.
Au XIXe siècle, la brasserie d'Aldersbach acquiert de nombreuses brasseries plus petites dans la région; d'autres acquisitions ont lieu après la Première Guerre mondiale et dans les années 1950 et 1960, notamment les brasseries de Gossersdorf et de Konzell et une à Lam. La brasserie Aldersbach est dirigée depuis le 1er janvier 2005 sous la forme de GmbH & Co KG. À l'été 2008, elle achète en grande partie la Peschl Brauerei qui disparaît. Depuis, la brasserie d'Aldersbach fournit ses boissons aux anciens clients de cette brasserie.
En 2016, l'exposition régionale bavaroise « La bière en Bavière » a lieu à Aldersbach.

## Production
Bières
- Schwesterbier
- Klosterhell
- Urhell
- Ursprung
- Festbier
- Doppelbock Dunkel
- Kloster Weisse Hell
- Kloster Weisse Dunkel
- Kloster Weisse Leicht
- Kloster Weisse Alkoholfrei
- Kloster Weisse Spezial
- Freiherrn Pils
- Radler
- Leicht
- Alkoholfrei
- Kloster Dunkel
- Zwickelbier
- Festbier (saison)

Boissons non alcoolisées
- St. Bernhard Quelle Medium
- St. Bernhard Quelle Spritzig
- Frischgeist Orange
- Frischgeist Zitrone
- Frischgeist Citron
- Isosport
- Light* Fresh Cola
- Sport Mix
- Apfel Schorle
- Apfel Kirsch
- ACE Orange-Karotte
- Klostergarten